# Heim (gemeente)
Heim is een gemeente in de Noorse provincie Trøndelag. De gemeente ontstond in 2020 door de fusie van de gemeenten Halsa dat deel uitmaakte van Møre og Romsdal en Hemne, aangevuld met een deel van de gemeente Snillfjord. 
Åfjord · Flatanger · Frosta · Frøya · Grong · Heim · Hitra · Holtålen · Høylandet · Inderøy · Indre Fosen · Leka · Levanger · Lierne · Malvik ·  Melhus · Meråker · Midtre Gauldal · Nærøysund · Namsos · Namsskogan · Oppdal · Orkland · Ørland · Osen · Overhalla · Rennebu · Rindal · Røros · Røyrvik · Selbu · Skaun · Snåsa · Steinkjer · Stjørdal · Trondheim · Tydal · Verdal

Fylker van Noorwegen